# Dicranomyia incisuralis
Dicranomyia incisuralis là một loài ruồi trong họ Limoniidae. Chúng phân bố ở miền Australasia.